# Provença

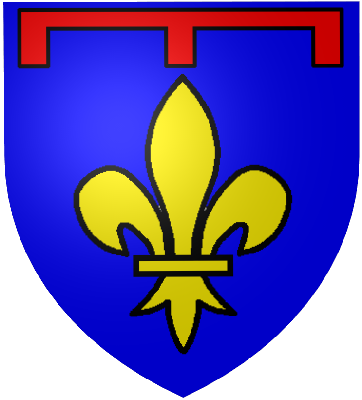
Escut de la Provença sota dominació francesa

Bandera tradicional de la Provença

La Provença (Provença en occità provençal) és una denominació geogràfica que designa un antic reialme i una antiga província del regne de França, situada a Occitània. S'estén des de la riba esquerra del Roine (Ròse, en occità) fins a la riba dreta del Var, on fa frontera amb l'antic comtat de Niça, situat al sud de la riba esquerra (fins al 1388 però, el comtat de Niça formava part de la Provença).

## Geografia
Els departaments pertanyents a l'antic reialme (annexat a França per Lluís XI) i antiga província reial francesa van ser inclosos dins la regió administrativa de la Provença-Alps-Costa d'Atzur (Provença-Aups-Còsta d'Azur, en occità), la qual engloba els departaments dels Alps de l'Alta Provença (04), dels Alts Alps (05), dels Alps Marítims (06), de les Boques del Roine (13), del Var (83) i del Valclusa (84). Culturalment i històricament, també podem considerar que la part sud dels departaments de l'Ardecha (també Ardecha, en occità) (07) i de la Droma (26) (Droma, en occità) i la part est del Gard (30) (també Gard, en occità) són provençals.

## Clima i topografia
La Provença és una regió amb un clima privilegiat, beneficiat per la influència de la Mediterrània, amb estius calorosos i secs. Els hiverns són suaus prop de la costa, generalment humits a l'est, però són més rudes al nord. La vegetació és de tipus mediterrani i la sequera d'estiu fa d'aquesta zona un lloc vulnerable als incendis.

## Llengua
La llengua pròpia de la Provença és la llengua d'oc (també anomenada llengua occitana), branca oriental del sud-occità, la qual comprèn també el llenguadocià. El provençal i el niçard són les variants locals d'aquesta llengua d'Oc. Parlada per unes 500.000 persones i entesa per diversos milions, la llengua d'Oc a la Provença s'està renovant actualment. El 2003, el Consell Regional va votar una moció que afirmava que la llengua occitana és la llengua pròpia de la Provença. Fins al segle xix, el terme provençal, associat als trobadors, designava tota la llengua d'Oc. El 1854, entorn de Frederic Mistral, es forma el Felibritge, associació literària que pren com a objectiu la renaixença nacional del Miègjorn per a la literatura i particularment la poesia.
L'Institut d'Estudis Occitans i el Felibritge asseguren avui l'essencial del treball de recuperació lingüística, a la Provença, com al conjunt de l'Occitània.

## Història

### Antiguitat
S'han trobat restes que demostren la presència de tribus nòmades i poblaments humans a la Provença des de fa 300.000 anys. Foren els mercaders fenicis i grecs qui hi van introduir la vinya, avui tan important.
Després del pas dels celtes, dits també lígurs o celtolígurs, el litoral provençal va ser colonitzat pels grecs cap a l'any 600 aC; uns mariners grecs de Focea s'instal·len a Marsella (en grec, Massalia; en llatí, Massilia). També poblaren Niça, Arle, Agde, Canes i el sud de Nimes.
Deu el seu nom a l'època romana que la coneixia com a Provincia (una de les primeres àrees conquerides per Roma a fora d'Itàlia). Provincia va formar part de la Gàl·lia Transalpina (és a dir més enllà dels Alps, per als romans), rebatejada Gàl·lia Narbonesa (del nom de la capital de la província romana, Narbona) al segle i aC.
El cristianisme arribava a la Provença molt aviat i la regió era ja extensament cristianitzada al segle iii, amb nombrosos monestirs i esglésies. La Provença va començar el declivi per les seqüeles de la caiguda de l'Imperi Romà, patint nombroses invasions: visigots al segle v, els francs en el segle vi i els àrabs al segle viii, així com atacs de pirates amazics i eslaus.

### Casal de Barcelona
El 3 de febrer de 1112, Dolça de la Provença, filla de Gerbert de Gavaldà i de Gerberge de la Provença, es casa a Arle amb Ramon Berenguer III, comte de Barcelona, al qual cedí tots els seus territoris. El regnat del seu fill, Berenguer Ramon I de la Provença, es caracteritzà per les lluites pel poder a la Provença amb la família dels Baus. A la seva mort en una ofensiva contra Gènova (1144), Ramon Berenguer III rebia el comtat de la Provença. El seu regnat també es veié enterbolit amb la lluita amb la família de Baus, i arribà a perdre el comtat. Però, el seu oncle, Ramon Berenguer IV de Barcelona, el va restablir al tron l'any 1147. Les lluites amb la família de Baus varen continuar fins al 1162, data de la seva rendició. Dolça II de la Provença, a la mort del seu pare, hereta el comtat (1166), però es trobà amb l'oposició del cosí del seu pare, el comte de Barcelona Alfons I el Cast, que el reclamà per a ell en veure que Ramon Berenguer III de la Provença no deixava hereus per línia masculina.
L'any 1167, Alfons el Cast va obtenir el comtat. Per conservar la Provença, va caldre vèncer els alçaments atiats a la Camarga i a Argença pels partidaris de Ramon V de Tolosa, els quals dominaven la plaça forta d'Albaron, recuperada per la facció barcelonina amb l'ajuda de la flota genovesa; el 1167, amb el suport dels vescomtes de Montpeller, de l'episcopat provençal i de la casa de Baus, que havia abandonat la seva anterior política antibarcelonina, els regents catalanoaragonesos van poder considerar consolidat el domini sobre la Provença. Malgrat tot, el casal de Tolosa va continuar actuant en terres provençals fins que, el 1176, Alfons el Cast concertà la pau de Tarascó amb Ramon V, en què, a canvi del pagament de trenta mil marcs d'argent, el comte de Tolosa renunciava a les seves pretensions sobre la Provença, el Gavaldà i el Carladès. Aquesta pau resultà de l'enfortiment a Occitània de la posició d'Alfons el Cast, el qual, entre 1168 i 1173, aprofitant el conflicte de Ramon V amb Enric II d'Anglaterra, va aconseguir el vassallatge de molts senyors occitans, gràcies a la seva condició d'aliat d'Enric II.
El 1173, Alfons I confià el comtat al seu germà Ramon Berenguer IV de la Provença, que fou assassinat el 5 d'abril de 1181 pels soldats d'Ademar de Murviel en la guerra que enfrontava els senyors de Llenguadoc i els mateixos catalans contra el comte de Tolosa. Aleshores, Alfons I confià el comtat a Sanç. Però, el 1185 fou desposseït per Alfons després de signar un tractat de pau amb la casa de Tolosa, i passà a mans dels seu nebot Alfons II de la Provença.
Ramon Berenguer V de la Provença fou nomenat comte de la Provença als nou anys, però no fou fins a l'any 1219 quan la seva mare li cedí els comtats de Forcalquier i de la Provença. El 5 de juny de 1219 es va casar amb Beatriu de Savoia; amb aquest matrimoni, la Provença deixa de ser catalana, del casal de Barcelona, per esdevenir francesa, de la dinastia d'Anjou. Ramon Berenguer V morí el 19 d'agost de 1245.

### Regnat francès
L'11 de maig de 1258, pel tractat de Corbeil, la filla de Jaume I, Elisabet, es casaria amb Felip, hereu de Lluís IX; el rei francès, com a hereu de Carlemany, renunciava als drets sobre els comtats catalans; i Jaume I renunciava a la Fenolleda i Perapertusès, amb el castell de Puillorenç, el castell de Fenollet, el Castellfisel, el castell de Perapertusa i el castell de Querbús; a més, va renunciar als seus drets sobre Tolosa, Sant Gèli, Carcí, Narbona, Albigès, Carcassonès (rebuts en feu de Tolosa el 1213), Rasès, Besiers, Lauraguès, Termenès i Menerbès (enfeudats el 1179 a Roger III de Besiers); a Agde i Nimes (llur vescomte es reconeixia feudatari del rei català des de 1112), i Roergue, Millau i Gavaldà (drets derivats de l'herència de Dolça de la Provença). Restaven el vescomtat de Carlat o Carladès i la senyoria de Montpeller amb la baronia d'Omeladès. La renúncia als drets feudals sobre Foix va ser rebutjada pel rei en ratificar el document el 16 de juliol del 1258. El 17 de juliol, el rei va renunciar als drets a la Provença en favor de Margarida, filla de Ramon Berenguer V, i esposa del rei francès.
El tractat de Corbeil fou el final d'un possible estat català-occità. Els reis de França, però, van continuar sent hostils i, el 1272, el rei va haver de fortificar el Sabartès, amenaçat pels francesos.